# مسلسل بشر
مسلسل بشر عبارة عن حكايات اجتماعية يعرضها المسلسل الذي يتطرق للعديد من القضايا الاجتماعية، لينقل صورة مختلفة عن مشكلات ما زالت تمثل جزءاً مهماً في الحياة اليومية، فمن خلال 13 حلقة منفصلة متصلة بشكل أسبوعي، يعيش المشاهد مع نماذج من شخصيات متعددة تمثل حالات مجتمعية أبرزها الأستاذة الجامعية التي تناقش مشاكلها في جامعات البنات، والزوج الشكاك والزوجة الشجاعة التي تنقذ عائلتها، والموظف الذي أحيل للتقاعد، وغيرها من الموضوعات التي تم تسليط الضوء عليها وعرضها على الشاشة الصغيرة بشكل مغاير من حيث الصورة والقصة والإخراج، مسلسل بشر من بطولة إبراهيم الحساوي وخالد صقر وفخرية خميس وفاطمة البنوي ، وتم توفير أحدث التقنيات التصويرية لإخراج عمل درامي بصورة أقرب لما يقدم في المسلسلات العالمية.

## الممثلون
- إبراهيم الحساوي
- خالد صقر
- نواف المهنا
- فاطمة البنوي
- سمر فايز
- فخرية خميس
- علي إبراهيم
- صبري عبد المنعم
- ميلا الزهراني
- فهد عبد الله
- علي الشريف
- ناهد محمد السيد
- سميه رضا

## وصلات خارجية
- «بشر».. مسلسل سعودي بتقنيات عالمية
- مسلسل درامي سعودي بتقنية المسلسلات الأميركية والأوروبية